# Saint-Léger-de-Montbrillais
Saint-Léger-de-Montbrillais ist eine französische Gemeinde mit 347 Einwohnern (Stand: 1. Januar 2022) im Département Vienne in der Region Nouvelle-Aquitaine (vor 2016 Poitou-Charentes); sie gehört zum Arrondissement Châtellerault und zum Kanton Loudun (bis 2015 Les Trois-Moutiers).

## Geographie
Saint-Léger-de-Montbrillais liegt etwa 50 Kilometer nordnordwestlich von Poitiers. Nachbargemeinden von Saint-Léger-de-Montbrillais sind Épieds im Norden, Morton im Norden und Nordosten, Les Trois-Moutiers im Osten, Berrie im Süden und Südwesten sowie Pouançay im Westen.

## Bevölkerungsentwicklung
| Jahr                       | 1962 | 1968 | 1975 | 1982 | 1990 | 1999 | 2006 | 2017 |
| Einwohner                  | 544  | 534  | 444  | 420  | 427  | 405  | 389  | 349  |
| Quellen: Cassini und INSEE |      |      |      |      |      |      |      |      |

## Sehenswürdigkeiten
- Die Dolmen von La Fontaine de Son, seit 1955 Monument historique
- Kirche Saint-Léger aus dem 12. Jahrhundert, seit 1926 Monument historique
- Haus La Rouvraye, seit 2009 Monument historique

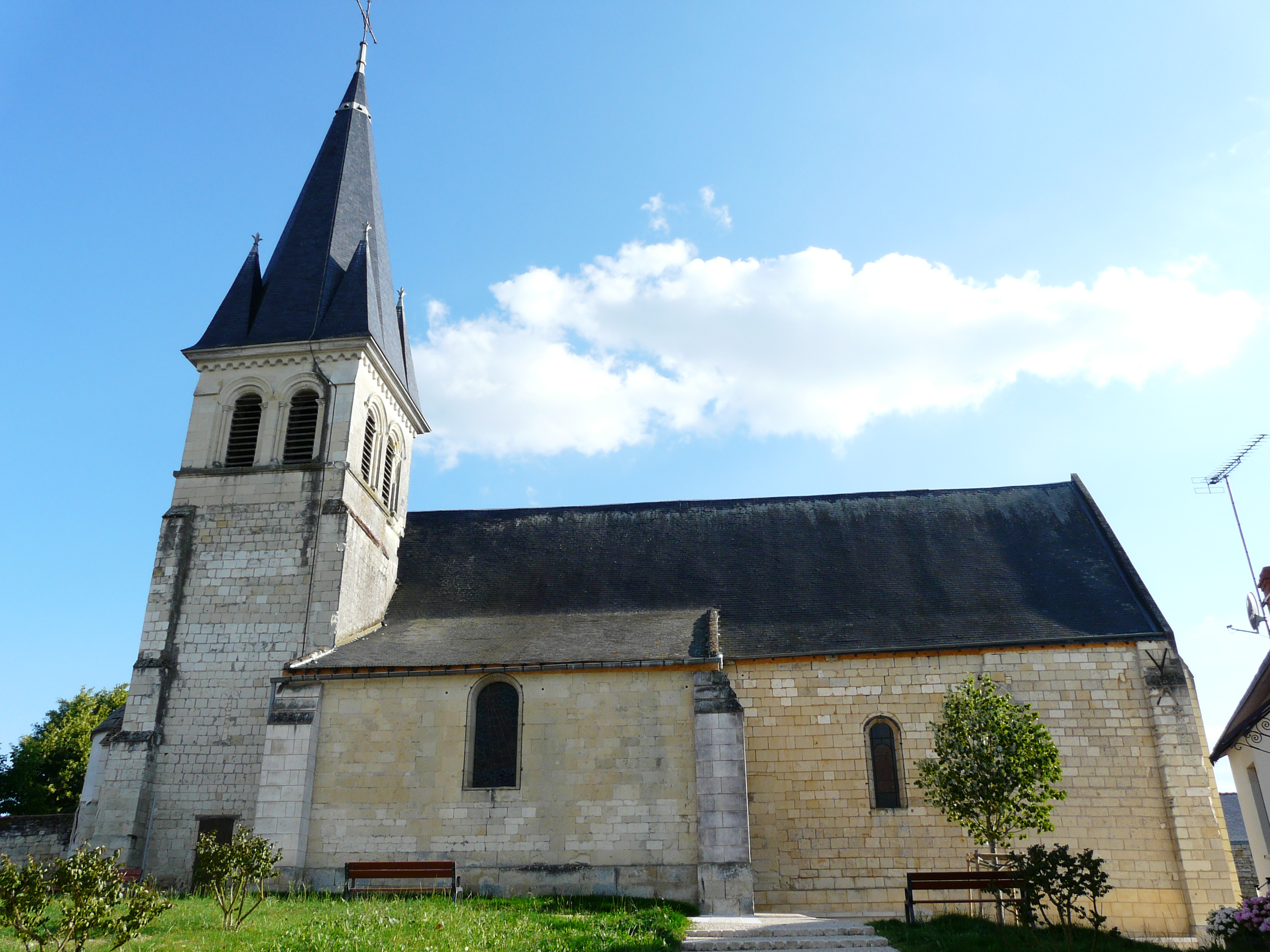
Kirche Saint-Léger
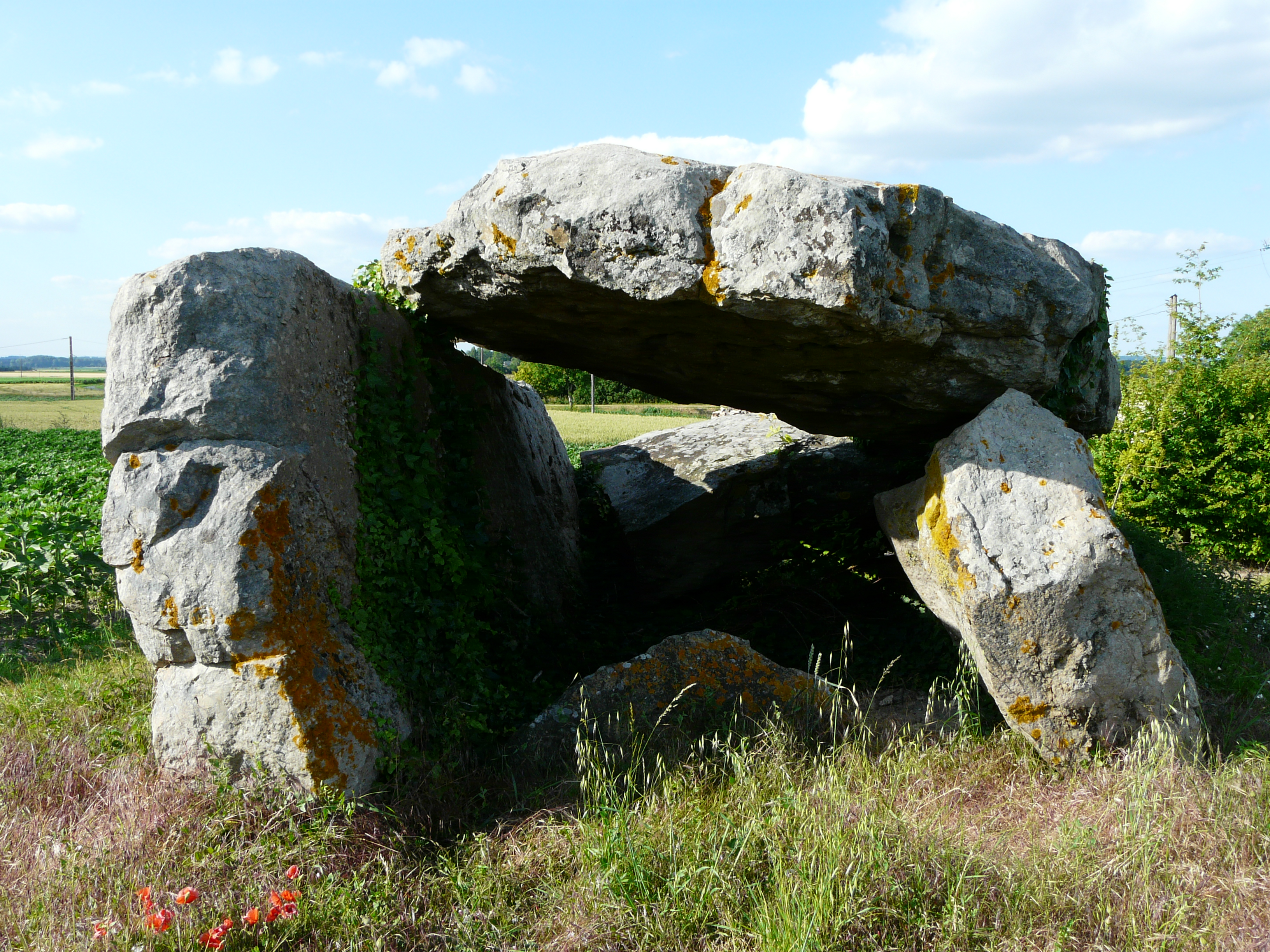
Dolmen

## Persönlichkeiten
- Jean Alexandre Caffin (1751–1828), Divisionsgeneral